# Music For Life 2008
Music For Life is een jaarlijkse inzamelactie van Studio Brussel en het Rode Kruis-Vlaanderen.
De 3de editie van Music For Life liep van 19 tot 24 december 2008. De opbrengst van deze actie ging opnieuw naar het Rode Kruis-Vlaanderen, dit keer om iets te doen voor Moeders op de vlucht voor oorlog en geweld.
Het concept bleef hetzelfde: drie dj's sluiten zich zes dagen lang op in het Glazen Huis, van waaruit ze 24 uur op 24 uur radio maakten met enkel de verzoekplaten van de luisteraars. In tegenstelling tot de vorige twee jaren stond het Glazen Huis niet opnieuw in Leuven op het Martelarenplein, maar wel in Gent op De Zuid, op het Woodrow Wilsonplein. Ook nieuw was dat niet enkel de radiozender Studio Brussel maar ook de digitale televisiezender Eén+ van de VRT de uitzending permanent heeft verzorgd. De drie dj's die het Glazen Huis bewoonde, waren Tomas De Soete, Siska Schoeters en Sofie Lemaire.
Niet alleen de drie radiopresentatoren maar ook Sam De Bruyn en Linde Merckpoel hebben geld ingezameld door samen met een opgemaakt bed te liften van het Zweedse glazen huis in Malmö, langs het Nederlandse glazen huis in Breda, naar het glazen huis in Gent. Nokia sponsorde hen en deze actie alleen bracht 15.000 euro op.
Ambassadrice was dit jaar Ayco Duyster. Ze heeft vooral in de aanloop naar 19 december het evenement bekendgemaakt. Zo is Duyster o.a. naar Oeganda gegaan om een reportage in een vluchtelingenkamp voor Koppen te maken alsook een aantal filmpjes voor de slotshow. Peter van de actie was de Gentse burgemeester Daniël Termont die Gent wilde stimuleren een sterke inspanning te leveren om veel geld in te zamelen. De start en het slotevent werd gepresenteerd door Marcel Vanthilt.
Dit jaar werd ook de oudste van dergelijke acties, Serious Request in Nederland, terug georganiseerd. In Zweden heeft de radiozender P3 van Sveriges Radio in Malmö een soortgelijke actie georganiseerd onder de naam Musikhjälpen. De Zwitserse Franstalige zender Couleur 3 deed dit jaar niet meer mee met Couleur Terre. Er was wel interesse in Ierland (bij RTE) en Finland (bij YLE).

## Tussenstand en eindstand
Ter vergelijking: In 2006 werd 2.705.156 euro ingezameld, in 2007 werd 3.353.568 euro ingezameld.
| dag         | dag         | tussenstand   |
| ----------- | ----------- | ------------- |
| Tussenstand | 22 december | € 843.535,-   |
| Eindstand   | 24 december | € 3.503.245,- |

## Trivia
- Gents burgemeester Daniël Termont vroeg het eerste plaatje aan, "War" van Bruce Springsteen voor vijf euro. Later gaf het stadsbestuur van Gent nog 50 000 euro.
- De meest aangevraagde plaat was "Sex on Fire" van Kings of Leon.
- De laatste plaat was "Home" van Geike Arnaert en Tom Helsen, het themalied van de actie.